# سیمونا تاباسکو
سیمونا تاباسکو (به انگلیسی: Simona Tabasco) (زادهٔ ۵ آوریل ۱۹۹۴) یک هنرپیشه اهل ایتالیا است. تاباسکو بیشتر برای بازی در نقش لوسیا گرکو در فصل دوم سریال کمدی-درام سیاه نیلوفر آبی سفید (۲۰۲۱) اچ‌بی‌او شناخته می‌شود که نامزدی جایزه امی ساعات پربیننده برای بهترین بازیگر نقش مکمل زن در مجموعه تلویزیونی درام را برای او به ارمغان آورد. او همچنین برای نقش مکمل خود در فیلم نئو نوآر ایتالیایی پرز به رسمیت شناخته شد.(۲۰۱۴) و در نقش الیزا روسو در درام پزشکی رای ۱ Doc – Nelle tue mani (۲۰۲۰–اکنون).

## اوایل زندگی
سیمونا تاباسکو در ۵ آوریل ۱۹۹۴ در ناپل به دنیا آمد تاباسکو دختر یک طراح گرافیک تبلیغاتی و یک کارمند اداری است. او یک برادر دوقلو به نام مارکو دارد.

## فیلم‌شناسی

### فیلم
| سال  | عنوان         | نقش              | یادداشت |
| ---- | ------------- | ---------------- | ------- |
| ۲۰۱۴ | پرز           | چای پرز          |         |
| ۲۰۱۶ | من پرستار بچه | سونیا            |         |
| ۲۰۱۸ | باب و مریس    | اورسولا          |         |
| ۲۰۲۰ | روابط         | دختر تحویل دهنده |         |
| ۲۰۲۴ | معصوم         | خواهر مری        |         |

### تلویزیون
| سال        | عنوان                      | نقش           | یادداشت               |
| ---------- | -------------------------- | ------------- | --------------------- |
| ۲۰۱۴–۲۰۱۵  | بازیکن ستاره               | آیدا مرلیسی   | ۱۶ قسمت               |
| ۲۰۱۵–۲۰۱۸  | خوشبختی فرا رسیده‌است       | نونزیا        | ۴۸ قسمت               |
| ۲۰۱۷–۲۰۲۱  | من باستاردی دی پیزوفالکونه | الکس دی ناردو | ۱۸ قسمت               |
| ۲۰۱۹       | ۱۹۹۴                       | گابریلا       | اپیزود: فصل ۳، قسمت ۸ |
| ۲۰۲۰–اکنون | داک - نله توه مانی         | الیزا روسو    | ۳۲ قسمت               |
| ۲۰۲۱       | پارک لونا                  | نورا          | ۶ قسمت                |
| ۲۰۲۲       | نیلوفر سفید                | لوسیا گرکو    | ۷ قسمت                |

### نماهنگ
| سال  | عنوان                   | هنرمند          | یادداشت | منبع  |
| ---- | ----------------------- | --------------- | ------- | ----- |
| ۲۰۱۹ | "گل رز ویولا"           | جمون            |         |       |
| ۲۰۱۹ | "ببخشید اگه گریه نکردم" | دانیله سیلوستری |         |       |
| ۲۰۱۹ | "ونتو دل سود"           | تیرومانچینو     |         |       |
| ۲۰۲۳ | "فورور"                 | پائولا و کیارا  |         | [ ۳ ] |

## جوایز و نامزدها
| Year | جایزه                           | دسته‌بندی                                                                                 | Work                               | نتیجه     | منبع  |
| ---- | ------------------------------- | ---------------------------------------------------------------------------------------- | ---------------------------------- | --------- | ----- |
| ۲۰۱۴ | گالا سینما و داستان در کامپانیا | بهترین بازیگر زن سینما                                                                   | Perez.                             | برنده     | [ ۴ ] |
| ۲۰۱۵ | روبان نقره‌ای                    | جایزه گولیلمو بیراقی                                                                     | Perez.                             | برنده     | [ ۵ ] |
| ۲۰۱۵ | روبان نقره‌ای                    | جایزه Wella برای تصویر                                                                   | Perez.                             | برنده     | [ ۵ ] |
| ۲۰۱۵ | هفتاد و دومین جشنواره فیلم ونیز | جایزه لورآل پاریس برای سینما                                                             |                                    | نامزدشده  | [ ۶ ] |
| ۲۰۲۳ | جوایز انجمن بازیگران سینما      | Outstanding Performance by an Ensemble in a Drama Series (shared with the ensemble cast) | نیلوفر آبی سفید (مجموعه تلویزیونی) | برنده     | [ ۷ ] |
| ۲۰۲۳ | جوایز فیلم و تلویزیون ام تی وی  | Best Duo (shared with Beatrice Grannò)                                                   | نیلوفر آبی سفید (مجموعه تلویزیونی) | نامزدشده  | [ ۸ ] |
| ۲۰۲۳ | جوایز امی پرایم‌تایم             | بهترین بازیگر نقش مکمل زن در یک سریال درام                                               | نیلوفر آبی سفید (مجموعه تلویزیونی) | در انتظار | [ ۹ ] |